# 小行星1712
小行星1712（1712 Angola）是一颗绕太阳运转的小行星，为主小行星带小行星。该小行星于1935年5月28日发现。
該小行星以非洲國家安哥拉命名。

## 轨道参数
小行星1712的轨道半长轴为3.1740141 UA，离心率为0.146。